# José María Campo Serrano
José María Campo Serrano est un militaire, un avocat et un homme d'État colombien, né le 8 septembre 1832 à Santa Marta en Colombie et mort le 24 février 1915 à Santa Marta. Il a été le premier Président de la Colombie entre 1886 et 1887.